# Vidal de Canellas
Vidal de Canellas (1190?, Cañellas, (Barcelona) - post. 1252, Huesca) fue obispo de Huesca y compilador de los distintos Fueros de Aragón en la obra jurídica conocida como Vidal Mayor (1247), primera codificación general de leyes que regirán en el Reino de Aragón, efectuada en el reinado de Jaime I.

## Biografía
Aunque nació en un pequeño pueblo del Penedés llamado Canyellas se formó en la escuela de la Catedral de Barcelona  y en los años 1220 estudió Derecho romano y canónico en la Universidad de Bolonia, donde conoció a Raimundo de Peñafort. En 1234 ocupó el cargo de canónigo de Barcelona, siendo nombrado obispo de Huesca y Jaca en el 1237 y al año siguiente de Vich y de Lérida.
Asistió ese mismo año al sitio de Valencia, como conciliador entre nobles aragoneses, por lo que obtuvo el reconocimiento del rey. Estuvo presente asimismo en los concilios de Tarragona y Lyon (1245).
De estos años data el encargo regio de reunir en un único código legal los fueros de las villas aragonesas partiendo del Fuero extenso de Jaca, que era el más amplio y desarrollado hasta la fecha y que tenía su origen en el primer fuero otorgado a una ciudad, el antiguo Fuero de Jaca. 
Vidal de Canellas recibió el encargo en 1247 tras las deliberaciones consensuadas en las Cortes de Huesca, de redactar en este Fuero General. Su primera versión en latín, es conocida como Compilatio minor. Una reelaboración ampliada posterior en aragonés (la única que se nos ha conservado), conocida por su epígrafe In excelsis Dei Thesauris supondría la culminación de la obra jurídica que fija definitivamente el fuero para el reino de Aragón y divulgada con el nombre de Vidal Mayor. El doce de octubre de 1252 firma su testamento, lo que induce a pensar que moriría no mucho tiempo después. 

## El Vidal Mayor
El alcance del Vidal Mayor supera a la de una mera colección de fueros, puesto que alberga precisiones técnicas dirigidas a los foristas, que eran los profesionales del Derecho que se encargaban de redactar fueros, y a letrados expertos en la administración de justicia.
No se ha dilucidado si el Vidal Mayor fue sancionado y promulgado por el rey Jaime I. Al parecer fue voluntad del rey promulgarlo, pero contó con la oposición de la nobleza del reino de Aragón, apegada al fuero jaqués antedicho. Por todo ello, ya entrado el siglo XIV, solo la Compilatio minor es considerada la ley aragonesa, y el Liber in Excelsis Dei o Vidal Mayor, como su más prestigioso comentario. Sin embargo, la ordenación y sistematización de la Compilatio minor, que fue la de uso "oficial", es similar a la de la Compilatio Maior y fue realizada también por Vidal de Canellas.
| Predecesor: García de Gúdal | Obispo de Huesca 1238 - 1252 | Sucesor: Domingo de Sola |